# Hernádnémeti
Hernádnémeti is een plaats (község) en gemeente in het Hongaarse comitaat Borsod-Abaúj-Zemplén. Hernádnémeti telt 3831 inwoners (2006).